# Gâlgău, Sălaj
Gâlgău este satul de reședință al comunei cu același nume din județul Sălaj, Transilvania, România.
Satul Gâlgău este atestat documentar  ca sat românesc în anul 1405.

## Istoric
Numele satului vine probabil de la cuvântul slav glog (glogov), ce înseamnă  păducel.
Așezarea și împrejurimile sale au fost locuite din cele mai vechi timpuri, dovadă fiind săpăturile efectuate la marginea satului în 1882, când Károly Torma a explorat valea Someșului și a găsit fundațiile unui castru roman sau barbar.
Gâlgăul a fost menționat pentru prima dată în 1405 sub numele de Galgo. Satul a aparținut de la bun început Cetății Ciceu. Din 1405 a fost deținută de familia Bánffy. În 1467, regele Matia Corvin a donat Gâlgăul, luat de la familia Bánffy pentru infidelitate, lui Ioan Kiss de Szerdahelyi și fratelui său Mihai.
În 1553 făcea parte din Ciceu-Corabia. În acel moment, stăpânul satului era Ioan Maxin și cneazul era Luca Fodor, iar în 1585 proprietarul devenise Petru Tövisi Rácz. Pe vremea lui Mihai Viteazul, așezarea a fost distrusă de mai multe ori, deoarece a căzut pe drumul principal între Dej și Țara Chioarului, zonă în care s-au desfășurat multe lupte.
În 1607 Ioan Bálint și Adam Rácz au deținut niște moșii aici. În 1670 familia Rácz era proprietară a satului, iar în 1702 aparținea lui Mihai Kendeffy și văduvei lui Sigismund Sármánság. Gâlgăul a mai aparținut lui Ștefan Erdei și Petru Kornis în 1724, lui Ladislau Péchy în 1792. În timpul Revoluției Maghiare din 1848, armata lui Józef Bem s-a ciocnit cu cea lui Karl von Urban la Gâlgău. 
În anii 1800, locuitorii așezării trăiau din agricultură, creșterea păsărilor și transportul de sare, care a fost transportată de la Ocna Dejului la Șimleu Silvaniei. După Tratatul de la Trianon satul devine parte a teritoriului României.

## Sursă
- József Kádár, Szolnok-Dobokavármegye monographiája I–VII. Közrem. Tagányi Károly, Réthy László, Pokoly József. Deés [!Dés]: Szolnok-Dobokavármegye közönsége. 1900–1901.

## Imagini

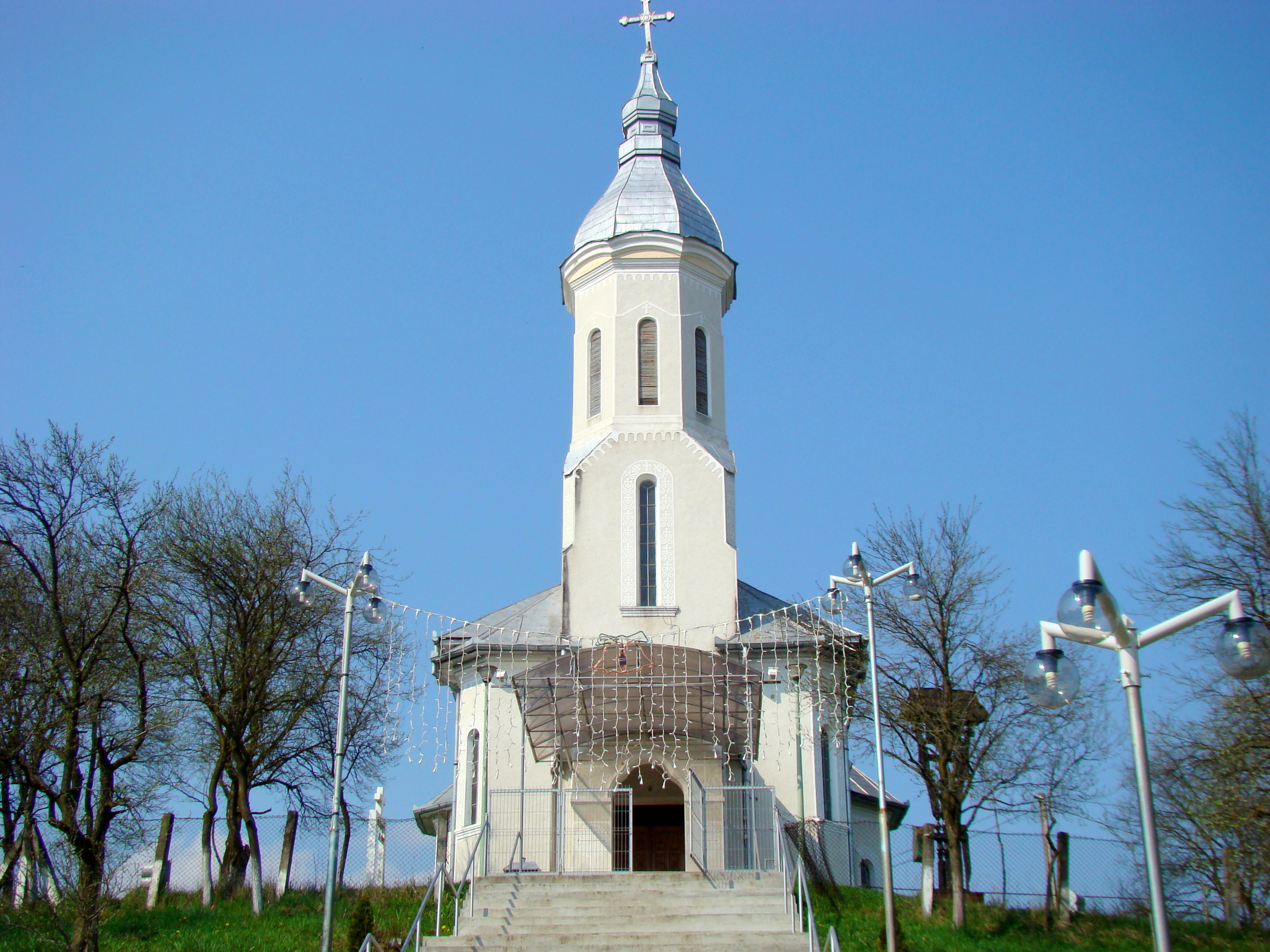
Biserica Pogorârea Sfântului Duh (1937)
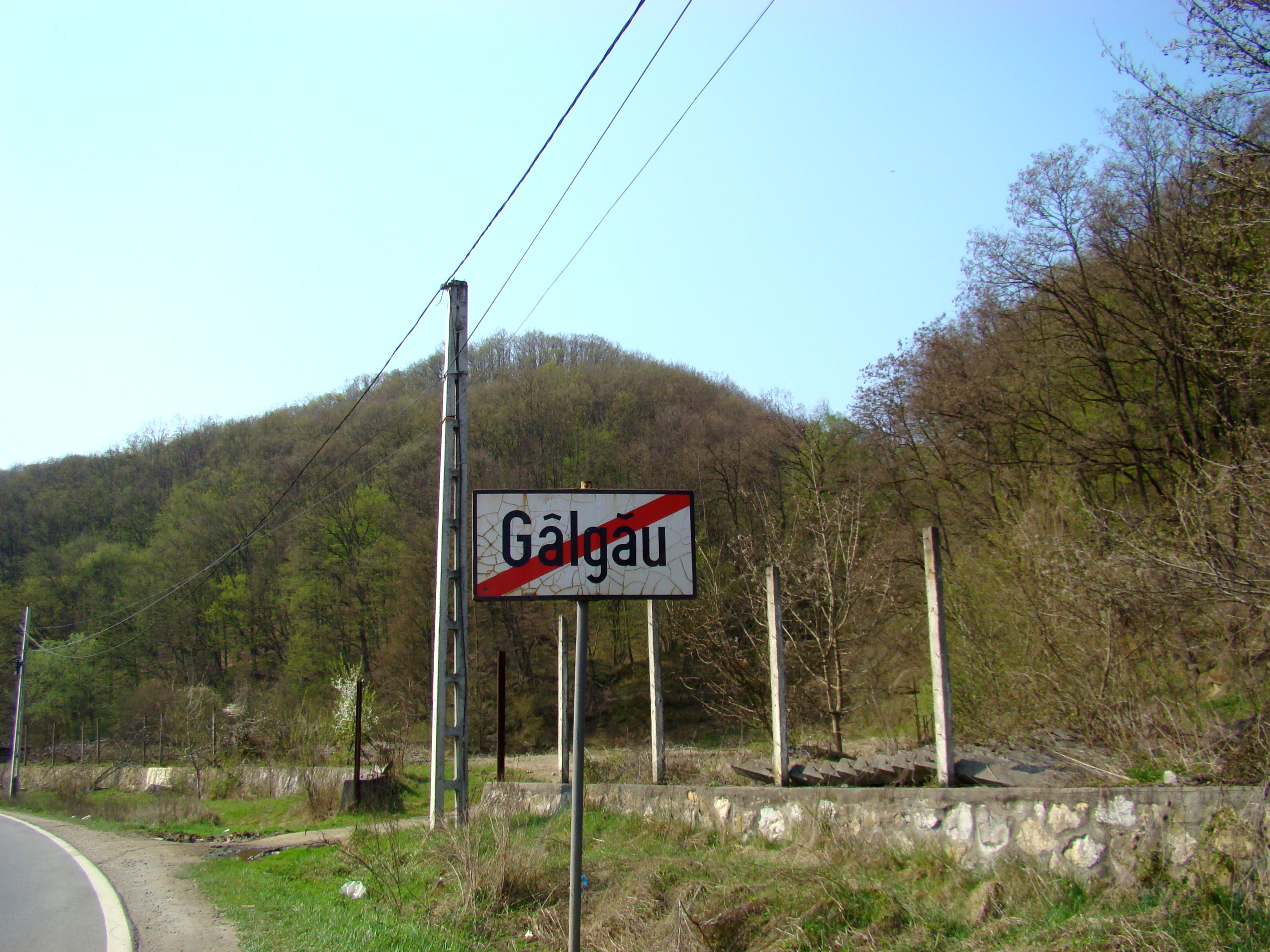
Ieșirea din localitate